# Dyomyx
Dyomyx là một chi bướm đêm thuộc họ Erebidae.